# Karská smlouva
Karská smlouva (turecky Kars Antlaşması, rusky Карсский договор) je mírová smlouva, uzavřená 13. října 1921 v Karsu mezi zástupci Velkého národního shromáždění Turecka (které v roce 1923 vyhlásilo Tureckou republiku) a zástupci Sovětské Arménie, Sovětského Ázerbájdžánu a Sovětské Gruzie (které se v roce 1922 staly součástí Sovětského svazu), za účasti Sovětského Ruska. Touto smlouvou byla stanovena hranice mezi Tureckem a sovětským Zavkazskem. Tato hranice platí jako turecko-gruzínská, turecko-arménská a turecko-ázerbájdžánská hranice dodnes. Část Zakavkazska, která byla dříve součástí Ruské říše, se v důsledku Karské smlouvy stala součástí Turecka. Karská smlouva navazovala na Moskevskou smlouvu, uzavřenou mezi zástupci Velkého národního shromáždění Turecka a zástupci Sovětského Ruska 16. března 1921.

## Signatáři

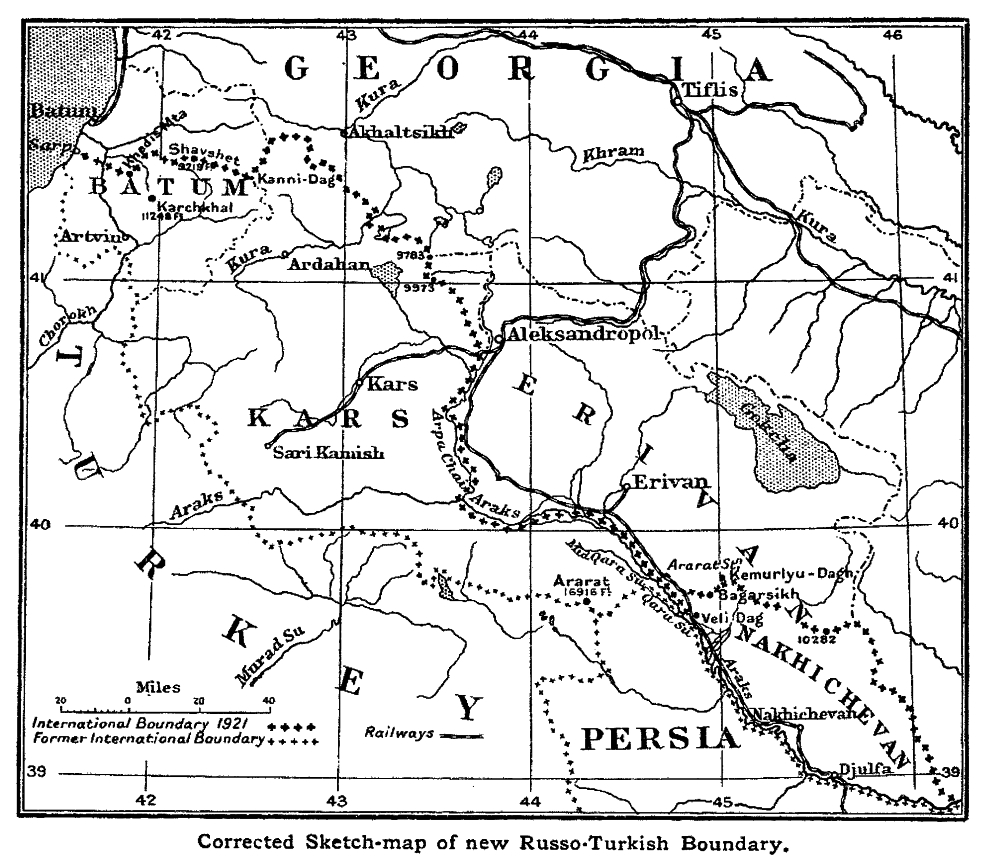
Hranice stanovené smlouvou z Karsu

Za dočasnou tureckou vládu smlouvu podepsali Kâzım Karabekir, Veli Saltikgil, Muchtar Bej a velvyslanec Memduh Şevket Paša. Dalšími signatáři byli: sovětský velvyslanec Jakov Ganěckij, arménský ministr zahraničních věcí Askanaz Mravyan a  ministr vnitra Poghos Makintsyan, ázerbájdžánský ministr kontroly Behboud Šachtatinsky, gruzínský ministr armády a námořnictva  Šalva Eliava a gruzínský ministr zahraničí a financí Alexander Svanidze.

## Podmínky
Smlouva znovupotvrdila podmínky v březnu uzavřené Moskevské smlouvy, kterou podepsali zástupci Velkého národního shromáždění Turecka a zástupci Sovětského Ruska. Určila hranice mezi novou Tureckou republikou a třemi zakavkazskými republikami.